# Agitación + IVA
Agitación + IVA va ser un programa d'humor espanyol produït per Pausoka i emès a Espanya per Telecinco entre 2005 i 2006. El programa pretenia repetir a nivell nacional l'èxit reeixit pel programa Vaya semanita a ETB2 (que emet en el País Basc).
Igual que en la versió original el programa s'emetia en forma de esquetxos que contaven diferents històries en clau de paròdia.
El programa va ser emès en dues etapes. Primer en 2005, substituint a Pecado original i posteriorment en 2006, augmentant tant el número de personatges com la durada.
En la seva primera temporada els sketches es vertebraven entorn la família Pérez, composta d'un policia xapat a l'antiga, la seva dona mestressa de casa i els dos fills adolescents; una fatxenda que treballa a la Moncloa i el fill antiglobalització. En la segona temporada va desaparèixer la família i es van incorporar nous personatges, entre els quals destaca el de "El Moñas", un ionqui permanentment vestit de xandall que el seu falca era "dame un cigarrito, tío moñas" i que solia veure's embolicat en situacions poc concordes amb la seva aparença, com la de convertir-se en l'accionista majoritari d'una multinacional.
El programa va tenir no va tenir prou audiència.